# Rocklands
Rocklands – wieś w Anglii, w hrabstwie Norfolk, w dystrykcie Breckland. Leży 28 km na zachód od Norwich i 135 km na północny wschód od Londynu. Miejscowość liczy 702 mieszkańców.